# Pomnik Jana Matejki w Nowym Wiśniczu
Pomnik Jana Matejki – pomnik Jana Matejki, odsłonięty w 1993 roku w Nowym Wiśniczu.

## Historia
Jan Matejko bywał w Nowym Wiśniczu, gdzie mieszkała rodzina jego przyszłej żony – Teodory z Giebułtowskich. Do Wiśnicza przyjeżdżał w 1864 roku na letni odpoczynek. W późniejszym okresie wraz z żoną spędzał całe wakacje w dworku „Koryznówka”, gdzie dziś mieści się Muzeum Pamiątek po malarzu.
Pomnik odsłonięty został 16 października 1993 roku na Rynku, niedaleko ratusza. Uroczyste odsłonięcie rzeźby odbyło się w setną rocznicę śmierci artysty. Pomysł postawienia pomnika zainicjowało Towarzystwo Miłośników Nowego Wiśnicza. Fundatorem i wykonawcą monumentu jest profesor Akademii Sztuk Pięknych w Krakowie, pochodzący z Nowego Wiśnicza, Czesław Dźwigaj.

## Opis pomnika
Na postumencie ustawiono, mierzącą ponad 2 m wysokości, rzeźbę. Stojąca postać artysty patrzy w kierunku zamku, prawą ręką kreśli w trzymanym przez siebie szkicowniku. Na frontowej ścianie postumentu widnieją słowa wypowiedziane przez Jana Matejkę:
„Mnie się zdaje, żem tu był zawsze…”.